# Fédération d'Ouganda de football
La Fédération d'Ouganda de football (Federation of Uganda Football Associations (en) FUFA) est une association regroupant les clubs de football d'Ouganda et organisant les compétitions nationales et les matchs internationaux de la sélection d'Ouganda.
La fédération nationale d'Ouganda est fondée en 1924. Elle est affiliée à la FIFA depuis 1959 et est membre de la CAF depuis 1959.